# Současná klasická hudba
Termín soudobá vážná hudba (v řadě jazyků soudobá klasická, v dalších soudobá nebo nová) není označení uměleckého směru či stylu, ale definuje širokou škálu hudebních děl, jejichž základní formální charakteristika odráží vývoj evropské hudby a je vytvářena v současné době[kdy?]. (Pozn.: výraz „vážná“ hudba se užívá pouze v češtině, slovenštině a polštině, terminologie jiných jazyků tento název nezná). V tomto kontextu jde o veškerou hudební tvorbu evropského typu, vytvořenou od roku 1975 do současnosti.
Nad označením probíhala velmi dlouhou dobu debata, zda přece jen tento široký okruh nepovažovat za hudební styl nebo ho vyhradit pouze vysloveně novým či avantgardním hudebním směrům. Dodnes užití významu není zcela jednotné. Někdy je pro uživatele synonymem pro „moderní“, někdy označuje pouze žijící skladatele a jejich díla. Neexistuje tedy univerzálně přijaté kritérium pro jeho užití, protože však slovo značí v první řadě časový rámec, většina encyklopedických prací se drží tohoto primárního, i když de facto svou členitostí prakticky nenaplnitelného kritéria, tedy veškeré klasické hudby evropského typu včetně jejích nejrůznějších aplikací či pojetí, vytvořené v poslední čtvrtině 20. století a ve století současném.